# هوندسهاگن
هوندسهاگن (به آلمانی: Hundeshagen) یک شهر در آلمان است که در آیشسفلد واقع شده‌است. هوندسهاگن ۱٬۲۵۵ نفر جمعیت دارد.